# روز جهانی نظافت

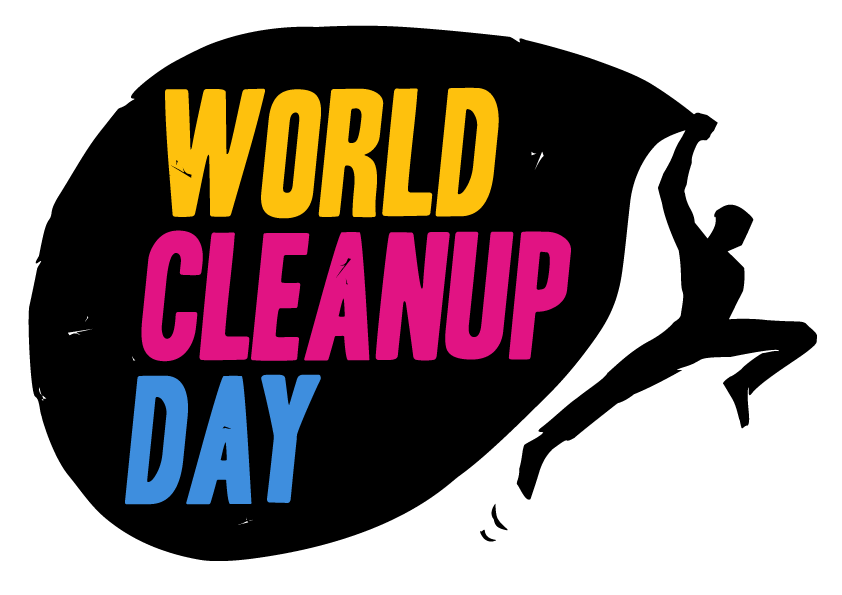
روز جهانی نظافت هر ساله در سومین شنبه ماه سپتامبر برگزار می شود.

روز جهانی نظافت (به انگلیسی: World Cleanup Day، اختصار: WCD) یک برنامهٔ اقدام اجتماعیِ جهانی با هدف مبارزه با مشکل زباله‌های جامد در جهان از جمله زبالهٔ دریایی است. اولین روز جهانیِ نظافت ۱۵ سپتامبر ۲۰۱۸ ساعت ۱۰ صبح شروع شد.

## شرکت‌کنندگان
شرکت‌کنندگان در روز جهانی نظافت معمولاً داوطلبانی با هماهنگی سازمان‌های غیردولتی هستند که به افزایش آگاهی، تدارکات، و تأمین مالی کمک می‌کنند.